# Bao'an
Bao'an är ett stadsdistrikt i den subprovinsiella staden Shenzhen i provinsen Guangdong i sydöstra Kina. Befolkningen uppgick till 4 476 554 vid folkräkningen 2020vilket gjorde den till Shenzhens folkrikaste distrikt. Bao'an omfattar Shenzhens nordvästra områden, och gränsar till Dongguan i norr och har kust mot floden Zhujiangs mynning i väster. 
I Bao'an ligger Shenzhen Bao'an International Airport. 

## Administrativ indelning
Bao'an är indelat i tio stadsdelsdistrikt (jiedao).
| Namn      | Kinesiska | Befolkning (2020) |
| --------- | --------- | ----------------- |
| Fuhai     | 福海街道  | 403 152           |
| Fuyong    | 福永街道  | 318 847           |
| Hangcheng | 航城街道  | 301 314           |
| Shajing   | 沙井街道  | 548 251           |
| Shiyan    | 石岩街道  | 514 352           |
| Songgang  | 松岗街道  | 386 440           |
| Xin'an    | 新安街道  | 585 317           |
| Xinqiao   | 新桥街道  | 364 696           |
| Xixiang   | 西乡街道  | 855 145           |
| Yanluo    | 燕罗街道  | 199 040           |